# 貝爾納·盧瓦索
貝爾納·達尼埃爾·雅克·盧瓦索（法語：Bernard Daniel Jacques Loiseau，法語發音：[bɛʁnaʁ danjɛl ʒak lwazo]；1951年1月13日—2003年2月24日）出生於法國奥弗涅-罗讷-阿尔卑斯大区多姆山省克萊蒙費朗區的沙馬利耶爾，是第一位將法式料理餐廳推上證券交易所的廚師和企業家，在擴張事業版圖的過程當中，受到美食輿論的激烈批判，最後以激烈的自戕手段結束生命。

## 生平
貝爾納·盧瓦索自小就從母親身上學習各種法式料理，1968年他在16歲的時候，前往特魯瓦格羅家族的餐廳當學徒，同時期除了他以外，還有居伊·薩沃伊也在此當學徒，他在1971年的時候，獲得CAP專業能力證書，接著他就前往巴黎尋找機會，在克洛德·韋爾熱（法語：Claude Verger）的La Barrière de Clichy餐廳擔任助理，1975年克洛德·韋爾熱讓貝爾納·盧瓦索去管理剛收購的餐廳，位在勃艮第的La Côte d'Or餐廳，然而經過七年的經營，這家餐廳的生意一直不見起色且債築高台，於是貝爾納·盧瓦索在1982年將La Côte d'Or餐廳買下，改以自己的名字命名為Bernard Loiseau餐廳重新出發。
1989年和多米尼克·盧瓦索共結連理，先後育有三名子女，分別是貝朗熱爾（法語：Bérangère）、巴斯蒂安（法語：Bastien） 和布朗什（法語：Blanche） ，兩年後貝爾納·盧瓦索的Bernard Loiseau餐廳受到肯定，米其林指南給予三星評鑑，1998年他趁勢多元發展，開了Tante Louise餐廳和Tante Marguerite餐廳，同時和餐飲公司AGIS共同開發即時餐包，而且他成立的Bernard Loiseau S.A.，在巴黎證券交易所第二市場公開發行上市，成為世界上第一位能在證券市場上市的廚師。
2003年Bernard Loiseau S.A.加入羅萊夏朵之後，戈和米約對貝爾納·盧瓦索調降評鑑，法國费加罗报的美食評論家弗朗索瓦·西蒙（法語：François Simon）也對給予負面的評價，然而當年度的米其林指南，仍舊給予三星評鑑，因為輿論一片激烈的撻伐聲中，貝爾納·盧瓦索在家中使用霰彈槍自戕，享年52歲。Bernard Loiseau S.A.由他的遺孀多米尼克·洛伊索和他其他的主廚帕特里克·貝特龍，兩位共同努力之下，將他的事業繼續經營下去。

## 出版品
- 1991 《飆升的味道》（法語：L'Envolée des saveurs）
- 1994 《法國美食的榮耀》（法語：Les Fastes de la cuisine française）
- 1997 《貝爾納·盧瓦索，家庭烹飪》（法語：Bernard Loiseau, cuisine en famille）
- 2000 《我的簡單又便宜菜色》（法語：Mes bons petits plats faciles et pas chers）
- 2002 《像廚師一樣做飯》（法語：Je cuisine comme un chef）
- 2003 《詩人的廚房》（法語：La cuisine des poètes）
- 2006 《廚房一側》（法語：Côté Cuisine）
- 2010 《所有的洛伊索》（法語：Tout Loiseau）
- 2014 《羅萊貝爾納盧瓦索酒店》（法語：Le Relais Bernard Loiseau）

## 受獎
- 1977年 米其林指南、戈和米約
- 1981年 米其林指南
- 1986年 戈和米約
- 1989年 羅萊夏朵最佳早餐獎
- 1991年 米其林指南
- 1995年 法國榮譽軍團勳章
- 2001年 獲得羅萊夏朵聯盟最高榮譽的紫色勳章
- 2002年 法國國家功績勳章